# Truísmo
Um truísmo é uma afirmação tão óbvia ou auto-evidente que dificilmente vale a pena mencioná-la, exceto como um lembrete ou como um recurso retórico ou literário, sendo o oposto de falsismo.
Na filosofia, uma frase que apresenta condições de verdade incompletas para uma proposição pode ser considerada um truísmo. Um exemplo de tal frase seria "Sob condições apropriadas, o sol nasce." Sem suporte contextual – uma declaração do que seriam essas condições apropriadas – a frase é verdadeira, mas incontestável.
Lapalissades, como "Se ele não estivesse morto, ele ainda estaria vivo", são consideradas truísmos.